# Handball-Regionalliga Süd (Frauen)
Die Regionalliga Süd (Frauen) war bis 2010 eine der dritthöchsten Spielklassen im deutschen Frauenhandball und wurde vom Süddeutschen Handballverband (SHV) organisiert. Die Meister der RL-Süd stiegen direkt in die 2. Bundesliga auf. Die Absteiger wurden in die Oberligen des jeweiligen Landesverbändes eingegliedert. 2010 wurde die Regionalliga von der 3. Liga abgelöst, die in drei Staffeln organisiert ist.

## Geschichte
Die Regionalliga Süd (Frauen) war von 1958 bis 1975 höchste Spielklasse. Der süddeutsche Meister war für die Playoffs zur Deutschen Meisterschaft qualifiziert. Die RL-Süd war hinter der Bundesliga von 1975 bis 1985 zweithöchste und mit Einführung der 2. Bundesliga (Frauen) zur Saison 1985/86 die dritthöchste Spielklasse im deutschen Handball der Frauen.

## Saison 2009/10
Teilnehmer
| - HSG Albstadt - SG H2Ku Herrenberg - SG Leutershausen (N) - TV Grenzach - HC Leipzig II - VfL Waiblingen - TV Großbottwar | - HSG Freiburg - ESV 1927 Regensburg - TS 1922 Ottersweier - TV Möglingen - TSG Ketsch II - TSV Ismaning (N) |

## Meister

### Titelträger von 1958 bis 1975 (erstklassig)
- Meister von 1958 bis 1975

### Titelträger von 1976 bis 1985 (zweitklassig)
- Meister von 1976 bis 1985

### Titelträger von 1986 bis 2010 (drittklassig)
- Meister von 1986 bis 2010